# Susan Spain-Dunk
Susan Spain-Dunk, née le 22 février 1880 à Folkestone et morte le 1er janvier 1962 à Londres, était une compositrice et violoniste anglaise.

## Biographie
Susan était la troisième d'une famille de quatre enfants ; elle étudia le violon, l'harmonie et les techniques de composition musicale à l'Académie royale de musique de Londres. Elle se produisit avec le quartet de Walter Cobbett, et le Winifred Small Quartet. Elle dirigea elle-même quelques-unes de ses compositions, avec le British Women's Symphony Orchestra de 1924 à 1927 et aussi à Bournemouth, Eastbourne et Torquay.
Elle épousa en 1908 Henry Gibson, avec qui elle eut un fils, Alan. En 1930 elle résidait 17, Elm Park Mansions dans le quartier londonien de Chelsea.

## Œuvres

### Musique pour orchestre
- Suite for string orchestra en si mineur (1920)
- Andred's Weald, marche militaire (1925)
- Idyll, pour cordes (1925) *
- Water Lily Pool, Ouverture pour flûte, cordes et harpe (1925)
- Kentish Downs, Ouverture (1926)
- Elaine, poème symphonique (1927)
- Karisima (1928)
- Kentonia, marche (1928)
- Sérénade de Capri (1928)
- Farmer's Boy, Ouverture (1929)
- Stonehenge, poème symphonique (1929)
- ' Cantilena, pour clarinette et orchestre (1931)
- Notre Dame d'Albert (1931)
- Highland Overture (1935)
- The Flute Player of Brindaven (1939)
- Legend, pour hautbois et cordes (1955)
- Cinque Ports Suite, Dover Castle, Rye Harbour, Winchelsea Gate (1958)
- Malaya, (1958)
- Weald of Kent, Fantasie pour orchestre
- Four Spanish Dances, pour piano et orchestre
- Two Scottish pieces, Op.54  1. By St.Mary's Loch, 2. Kerrera
- Blessed Sonya, prélude
- Lament, pour orchestre à cordes

### Musique de chambre
- Petite Sérénade, pour flûte et piano (1907)
- Phantasy, pour trio de piano en la mineur (1907)
- Halligen, danse scandinave pour violon et piano (1908)
- Springdays, danse scandinave pour violon et piano (1908)
- Sonata in si mineur (1908)
- Violin Sonata No 3 en do mineur (1910)
- String Quartet en si mineur (1914)
- Phantasy, pour quatuor à cordes en ré mineur (1915), pub. Goodwin & Tabb, Londres
- Piano Quartet (1920)
- Les Sylphes, pour violon et piano (1926ou 1929)
- Lorelei Legend, pour violon et piano (1933)
- Jarabe, op.57 , danse espagnole pour violon et piano , (1933)
- Winter Song, pour violoncelle et piano (1938)
- Sextet en fa majeur (1941)
- Dead Roses, pour violon et piano
- Deux pièces pour violon et viole : The lonely moor ; Jig
- Trio  pour deux violons et piano
- Violin Sonata en ré mineur
- Wind quintet

### Piano
- Six Spanish Dances : La Madrilena, El Jaleo, Aragonaise, Pepita, Cachucha, El Ole (1936)
- Piano Preludes No 1 and 2 (1941)

### Cantate
- The Baptism of Jesus, 1959

## Postérité
Susan Spain-Dunk apparaît dans le roman Some Folkestone Worthies de C.H. Bishop ; et sur le tableau The Concert Party de Frank O. Salisbury (1929).